# افونسو (بازیکن فوتبال)
افونسو (انگلیسی: Afonso؛ زادهٔ ۱۴ نوامبر ۱۹۹۱) بازیکن فوتبال اهل برزیل است.
از باشگاه‌هایی که در آن بازی کرده‌است می‌توان به باشگاه فوتبال آکادمیکا، باشگاه فوتبال گامبا اوزاکا، و باشگاه فوتبال سنترو اسپورتیوو آلاگوانو اشاره کرد.